# Pseudopentaceros wheeleri
Pseudopentaceros wheeleri är en fiskart som beskrevs av Hardy, 1983. Pseudopentaceros wheeleri ingår i släktet Pseudopentaceros och familjen Pentacerotidae. Inga underarter finns listade i Catalogue of Life.